# Casa fatta di alba
Casa fatta di alba (House Made of Dawn) è un romanzo dello scrittore statunitense N. Scott Momaday pubblicato nel 1968. Nel 1969 ha vinto il Premio Pulitzer per la narrativa ed è uscito per la prima volta in Italia nel 1979 in una traduzione di Franco Meli intitolata Casa fatta di alba. Dal romanzo è stato tratto il film omonimo del 1972 House Made of Dawn diretto da Richardson Morse. Casa fatta di alba è considerato da ampia parte della critica come l’opera che ha dato il via a un processo di riscoperta della letteratura nativa americana e, data l'accurata rappresentazione della vita degli indiani d'America nel dopoguerra e del loro folklore, è ritenuto di rilevanza antropologica.

## Storia editoriale
Casa fatta di alba era stato inizialmente concepito come una serie di poesie e poi come una raccolta di racconti, assumendo infine la forma di romanzo. La prima edizione venne pubblicata dalla casa editrice Harper & Row nel 1968 e nel 1969 vinse il Premio Pulitzer per la narrativa. Il romanzo si caratterizza per una componente autobiografico-realistica e una componente fittizia. Infatti, Momaday mescola finzione narrativa e conoscenza personale della località di Jemez Pueblo, luogo di ambientazione della vicenda, nel quale aveva vissuto con la sua famiglia. Il protagonista Abel condivide con l’autore un’esistenza vissuta sia all’interno sia ai margini della società, e, a detta di Momaday stesso, è anche ispirato a molti dei giovani che egli aveva conosciuto in Nuovo Messico. Fra questi ragazzi vi era un alto tasso di morti violente, suicidi e alcolismo. 
La vicenda di Abel è inoltre ispirata a fatti di cronaca avvenuti a Jemez Pueblo: nel 1958, Juan L. Chinana venne arrestato per aver sparato a Rafael Toya, il quale morì successivamente a causa delle ferite. L’anno seguente Chinana venne condannato a otto anni di carcere.
La storia di Abel si sviluppa nel secondo dopoguerra, quando molti indiani, tornati nelle riserve dopo aver combattuto fianco a fianco con i bianchi, si sentivano spaesati, poiché avevano ormai assimilato la cultura dominante. In questo periodo si iniziò anche a pensare di trasferire gli indiani dalle riserve, permettendo così loro di integrarsi nella società americana. Questa iniziativa celava però anche un'altra motivazione, ovvero il desiderio da parte dei costruttori di sfruttare le riserve come risorse economiche. A questo scopo, nel 1947, venne istituito il Relocation Service Program e nel 1953 il Congresso approvò il progetto di legge HCR 108, che privava gli indiani del loro status speciale. Infatti, precedentemente essi erano esentati dal pagamento delle tasse e gli ospedali delle riserve erano gestiti da agenzie federali. Dopo il 1953 invece, queste misure vennero annullate, con effetti disastrosi per la popolazione: oltre ad essere soggette a imposizioni fiscali, le riserve si trovarono a rendere conto alla giurisdizione delle forze dell'ordine locali invece che alle leggi tribali e federali come accedeva in precedenza, situazione che portò ad un intensificarsi delle tensioni razziali. La gestione degli ospedali venne affidata a gruppi nativi americani, ma quando essi non erano in grado di gestire tali strutture, esse venivano chiuse, obbligando così le persone ad allontanarsi dalla riserva per ricevere assistenza medica. 
Il romanzo venne pubblicato proprio negli anni dell’attivismo indiano: il 1968 è infatti l'anno in cui l'American Indian Movement (AIM) organizzò una protesta a Minneapolis contro la violenza della polizia.

## Trama

### Prologo
Il romanzo inizia con una descrizione del protagonista Abel che corre all'alba in una vallata.

### Parte I: Il capellone (Walatowa, Cañon de San Diego, 1945), 20 luglio-1 agosto
Abel ritorna alla sua riserva a Walatowa (Jemez Pueblo) in Nuovo Messico dopo aver combattuto la Seconda Guerra Mondiale. La partecipazione al conflitto ha lasciato in lui ferite profonde e al suo ritorno a casa è talmente ubriaco da non riuscire a riconosce il nonno Francisco. Sebbene questi abbia cercato di insegnargli l’importanza delle tradizioni native, il trauma della guerra recide momentaneamente il giovane dalla cultura delle sue origini. Essa valorizza le connessioni fra l'uomo e la sua terra e la totalità tra corpo e spirito, che si concretizzano in un mondo noto come "casa fatta di alba", citato nel Canto Notturno Navajo.
Tramite padre Olguin, curato della missione di Walatowa, Abel ottiene un lavoro come taglialegna nella casa di Angela St. John, una ricca signora venuta per bagnarsi nelle acque minerali.
La donna partecipa alla festa di Santiago, nel corso della quale Abel prende parte a una gara tradizionale sfidando l'indiano albino Juan Reyes (chiamato anche "l'uomo bianco"), il quale però lo batte. Angela è sempre più affascinata da Abel e i due iniziano una relazione, nel corso della quale la donna gli promette di aiutarlo a lasciare la riserva e a trovare un lavoro migliore.
Abel continua però a sentirsi spaesato e confuso e, dopo aver avuto un'allucinazione in cui vede Juan trasformarsi in un serpente, lo pugnala a morte fuori da un bar. Viene perciò accusato di omicidio e condannato al carcere.

### Parte II: Il Sacerdote del Sole (Los Angeles, 1952) 26-27 gennaio
Sei anni e mezzo dopo, Abel è uscito di prigione e vive a Los Angeles, dove conosce il reverendo John Big Bluff Tosamah, noto come Sacerdote del Sole, uomo di origine Kiowa che narra leggende indiane alla sua congregazione.
Abel diviene amico di Ben Benally, anche lui originario di una riserva nel Nuovo Messico. Inoltre, sviluppa una relazione intima con Milly, un’assistente sociale che lo segue dopo la sua uscita dal carcere. Tuttavia, è ancora emotivamente scosso, tanto che finisce per addormentarsi ubriaco in spiaggia dopo essere stato picchiato. Non appena trova la forza di rialzarsi, ritorna all’ appartamento che condivide con Ben.

### Parte III: Il cantore notturno (Los Angeles, 1952) 20 febbraio
Ben narra i fatti accaduti all'amico a Los Angeles. Dopo essersi conosciuti in una fabbrica dove entrambi lavoravano, Ben offre ad Abel un posto dove poter vivere. Quest'ultimo passa però da un lavoro all'altro, trascorrendo le sue giornate a ubriacarsi e a chiedere denaro ai suoi amici.
Un giorno decide di vendicarsi di Martinez, un poliziotto che una notte lo aveva colpito con un bastone e aveva derubato Ben, ma l’uomo lo picchia quasi a morte. 
Mentre Abel si trova in ospedale, Ben avvisa Angela, la quale lo viene a trovare e ravviva il suo spirito, proprio come lui aveva fatto con lei anni prima. Gli racconta la storia di un orso e di una fanciulla, simile a un antico mito Navajo. Una volta dimesso, prende l'autobus e torna alla sua riserva in Nuovo Messico.

### Parte IV: Il corridore dell’alba (Walatowa, 1952) 27-28 febbraio
Una volta a casa, Abel trova il nonno Francisco in fin di vita, che gli racconta della sua giovinezza e dell’importanza di rimanere fedeli alle tradizioni del proprio popolo di appartenenza. Dopo la morte dell’uomo, Abel chiede a padre Olguin di organizzare il funerale del nonno e, al sorgere del sole, inizia a seguire due uomini in corsa.

## Critica
Quando venne pubblicato, Casa fatta di alba non produsse un ampio dibattito di critica e non fu un successo commerciale. Nonostante alcuni commentatori, come William James Smith, attaccarono il romanzo a causa del suo stile affettato e il ritmo lento, oggi è complessivamente considerato un successo e Momaday è stato lodato per la profondità con cui ha descritto la vita dei nativi americani. Il critico John Z. Bennett ha molto apprezzato il suo stile poetico e altrettanto lodata è la sua capacità di mescolare passato, presente e mito.
La critica sottolinea come nel romanzo i pregiudizi razziali non siano solamente appannaggio dei bianchi, ma siano ampiamente diffusi anche fra le minoranze etniche. Un esempio di questo fenomeno è Tosamah che, sebbene abbia una profonda conoscenza delle leggende indiane, non esita a prendersi gioco dei nativi americani che rimangono ancorati alle loro antiche tradizioni, i quali vengono ironicamente definiti da lui “capelloni”. Un altro esempio è il caso del poliziotto bianco Martinez. Sebbene il suo comportamento violento nei confronti di Abel e Ben sembri simboleggiare in prima battuta la forza oppressiva della civilizzazione nei confronti delle minoranze etniche, il suo cognome spagnolo non lo rende un tipico rappresentante della cultura dominante. Abel risente profondamente dell’attrito prodotto dal contatto tra la cultura nativa americana e quella bianca, e inizialmente non riesce ad abbracciare interamente né l’una né l’altra, distinguendosi così dall’amico Ben, che invece è ben integrato nella realtà urbana di Los Angeles. Infatti, se da un lato non riesce ad adattarsi alla vita di città, dall’altro sente una profonda lontananza anche dalla sua cultura, lontananza che si concretizza simbolicamente nella sua sconfitta durante la tradizionale sfida a cavallo nel corso della festa di Santiago. Un altro personaggio profondamente combattuto è padre Olguin, diviso fra le sue origini messicane e la cultura occidentale e dubbioso sul suo ruolo nella comunità nativo-americana della riserva.
La conclusione del romanzo coincide con un momento di chiarimento interiore sia per il protagonista sia per il prete: Abel riesce a trovare un equilibrio fra le cultura indiana e quella occidentale organizzando per la morte del nonno un funerale cristiano e poi partecipando alla tradizionale gara dell’alba. Quando chiede a padre Olguin di organizzare il funerale per Francisco, il prete è inizialmente irritato per il fatto di essere stato svegliato presto, ma ha poi un'epifania durante la quale riesce a cogliere il suo ruolo nella comunità della riserva, intuizione che si concretizza in un’esclamazione di improvvisa comprensione.
Nel romanzo, la cultura nativa americana è associata allo stretto rapporto fra l’uomo e il mondo naturale. L’allontanamento di Abel dalle tradizioni native corrisponde anche a un suo progressivo allontanamento dalla natura. In questo, egli si differenzia profondamente dal nonno Francisco, che mantiene un forte legame con le sue origini tanto da essere soprannominato “capellone”. Tuttavia, nella corsa finale, Abel riesce finalmente a ristabilire il suo rapporto con la natura, facendo esperienza di una profonda unione fra il suo corpo e l’ambiente circostante. Nel mentre intona il Canto Notturno Navajo, il cui primo verso cita la "casa fatta di alba" di cui egli fa finalmente esperienza.

## Opere derivate
Dal romanzo è stato tratto l'omonimo adattamento cinematografico House Made of Dawn, uscito nel 1972 e realizzato dal regista Richardson Morse, che scrisse il copione assieme a Momaday. Considerato un classico, il National Museum of American Indian conserva nel suo archivio tutti gli elementi della scenografia.

## Edizioni

### Edizioni in lingua originale
- N. Scott Momaday, House Made of Dawn, prima edizione, Harper & Row, 1968, ISBN 0-06-093211-2.
- N. Scott Momaday, House Made of Dawn, Borgo Press, 1989, ISBN 0-8095-9141-3.
- N. Scott Momaday, House Made of Dawn, SOS Free Stock, 1989, ISBN 0-06-091633-8.
- N. Scott Momaday, House Made of Dawn, University of Arizona, 1996, ISBN 0-8165-1705-3.
- N. Scott Momaday, House Made of Dawn, HarperCollins, 1999, ISBN 0-06-093194-9.
- N. Scott Momaday, House Made of Dawn, McGraw Hill Higher Education, 2000, ISBN 0-07-243420-1.

### Edizioni in lingua italiana
- N. Scott Momaday, Casa fatta di alba, traduzione di Franco Meli, prima edizione, Guanda, 1979, ISBN 8877460261.[2]
- N. Scott Momaday, Casa fatta di alba, traduzione di Sara Reggiani, Black Coffee, 2022, ISBN 978-88-94833-77-5.[22]